# Carthamus balearicus
Carthamus balearicus là một loài thực vật có hoa trong họ Cúc. Loài này được (J.J.Rodr.) Greuter mô tả khoa học đầu tiên năm 2003.